# Лососинське міське поселення
Лосо́синське міське поселення (рос. Лососинское городское поселение) — міське поселення у складі Совєтсько-Гаванського району Хабаровського краю Росії.
Адміністративний центр та єдиний населений пункт — селище міського типу Лососина.

## Населення
Населення міського поселення становить 3014 осіб (2019; 3224 у 2010, 3246 у 2002).